# 中央市コミュニティバス
中央市コミュニティバス（ちゅうおうしコミュニティバス）は中央市のコミュニティバス。運行や車両などは山梨交通に運行委託している。2009年（平成21年）7月21日に実証運行を開始。2012年（平成24年）から本格運行になった。平成27年度より、愛称が「とまチュウバス」となった（とまチュウとは中央市商工会のご当地ゆるキャラ）。中央市内の商業施設や山梨大学医学部付属病院、住宅密集地域、鉄道駅、交通の少ない豊富地区を運行している。公共交通のない旧田富町の南部（田富南小学校地区）は運行ルートに含まれていない。市民にとって市内移動の大切なバス路線となっている。なお車両はノンステップバスではない。

## 歴史
- 2009年7月21日 - 中央市コミュニティバスの実証運行を開始
- 2012年4月2日 - 中央市コミュニティバスが3年間の実証運行を終え本格運行開始。車両が新車両へ切り替わり車両のサイズが旧車両の3/2の大きさになった。また運賃が200円から300円へ、100円値上げをした。
- 2012年10月1日 - 運行委託している山梨交通観光バスが山交タウンコーチに吸収合併し、山交タウンコーチ甲府営業所に委託先が移った。
- 2015年4月1日 - 中央市が市民に愛称を募集し、とまチュウバスに決まり、バスの車体ラッピングも新ラッピングとなった。
- 2016年10月3日 - 道の駅とよとみへ乗り入れ開始（停留所追加）
- 2018年10月1日 - 山交タウンコーチが山梨交通に吸収合併し、山梨交通に委託先が移った。

## 運賃
- 一般の人は1乗車300円（居住地域関係なく）
- 学生、65歳以上、障がいのある方は100円。
- 免許証を返納した場合、運転経歴証明書を提示することで無料で乗車できる。なお運転経歴証明書は山梨県総合交通センターへ申請をすると発行できる。

## 支払方法
支払は現金のみで、Suica、PASMOなど交通系ICカードには対応していない。なお、山梨交通のバスICカード（現在は廃止）にも対応していなかった。

## 運転
- 1日3.5往復、7便が運行している。
- 平日は全便（7便）運転。
- 土曜日は2～5便（4便）のみ運転。（1便・6～7便は運休）
- 日曜日、祝祭日、年末年始は全便運休。

## 運行区間
平成28年10月3日改定の運行ルート
中央市役所本館～小井川駅～東花輪駅～シルクふれんどりぃ
|                | 停留所番号 | 停留所名                           | 乗換交通機関 |
| -------------- | ---------- | ---------------------------------- | --- |
| 自由乗降区間   | 1          | 中央市役所本館                     | |
| 自由乗降区間   | 2          | 田富北小入口                       | |
| 自由乗降区間   | 3          | キッチンハウスつちや前             | |
| 自由乗降区間   | 4          | リバーサイドタウン                 | |
| 自由乗降区間   | 5          | ほっとらんにんぐ南                 | |
| 自由乗降区間   | 6          | リバーサイドショッピングセンター   | |
| 自由乗降区間   | 7          | 流通センター入口                   | |
| バス停のみ停車 | 8          | 妙泉寺北                           | 中央高速バス（山梨交通、京王バス）（田富停留所） |
| バス停のみ停車 | 9          | 田富東ランプ                       | |
| バス停のみ停車 | 10         | 小井川駅                           | JR身延線 |
| バス停のみ停車 | 11         | 下河東                             | |
| バス停のみ停車 | 12         | イオンタウン西                     | |
| バス停のみ停車 | 13         | 山梨大学医学部付属病院             | 山梨交通 56・57・58系統 甲斐市民バス |
| バス停のみ停車 | 14         | イッツモア玉穂ショッピングセンター | |
| バス停のみ停車 | 15         | 成島交番前                         | |
| 自由乗降区間   | 16         | 成島交差点前                       | |
| 自由乗降区間   | 17         | 中央市役所玉穂支所                 | |
| 自由乗降区間   | 18         | パンセ入口                         | |
| 自由乗降区間   | 19         | ふるさとふれあい広場西             | |
| 自由乗降区間   | 20         | 玉穂南小学校                       | |
| 自由乗降区間   | 21         | 下三條                             | |
| 自由乗降区間   | 22         | 東団地入口                         | |
| 自由乗降区間   | 23         | 東花輪駅                           | JR身延線 南アルプス市コミュニティバス 3号車 若草・甲西線 南アルプス市コミュニティバス 5号車 八田・若草線 南アルプス市コミュニティバス 6号車 八田・甲西線 |
| 自由乗降区間   | 24         | 桜団地入口                         | |
| 自由乗降区間   | 25         | 玉穂商会車両置場                   | |
| 自由乗降区間   | 26         | 志村整骨院前                       | |
| バス停のみ停車 | 27         | 道の駅とよとみ                     | |
| 自由乗降区間   | 28         | 浅利下                             | 山梨交通（75系統） |
| 自由乗降区間   | 29         | 浅利上                             | 山梨交通（75系統） |
| 自由乗降区間   | 30         | 作興橋                             | 山梨交通（75系統） |
| 自由乗降区間   | 31         | 豊富診療所                         | 山梨交通（75系統） |
| 自由乗降区間   | 32         | 中央市役所豊富支所入口             | 山梨交通（75系統） |
| 自由乗降区間   | 33         | 木原                               | 山梨交通（75系統） |
| 自由乗降区間   | 34         | 豊富                               | 山梨交通（75系統） |
| 自由乗降区間   | 35         | 法乗寺                             | |
| 自由乗降区間   | 36         | シルクふれんどりぃ                 | |

- 1～7、16～26、28～36の区間は自由乗降区間としている。
- 流通センター入口、妙泉寺北、田富東ランプ、イオンタウン西、イッツモア玉穂ショッピングセンター、東花輪駅以外のバス停は片側だけにバス停が設置されている。

## やまなしバスコンシェルジュ
中央市コミュニティバスは山梨県バス総合案内システム（やまなしバスコンシェルジュ）に対応している。GPSによる位置情報や時刻表、停留所情報などが見られる。

## リンク
- やまなしバスコンシェルジュ
- コミュニティバス - 山梨県中央市ホームページ